# Старий Карайгер
Старий Карайге́р (рос. Старый Карайгер) — присілок у складі Кувандицького міського округу Оренбурзької області, Росія.

## Населення
Населення — 6 осіб (2010; 11 у 2002).
Національний склад (станом на 2002 рік):
- росіяни — 73 %